# Laguna del Holandés
La laguna del Holandés  (en inglés: Dutchmans Pond) es un pequeño cuerpo de agua ubicado en el extremo noreste de la península de San Luis en la isla Soledad, Islas Malvinas, al noroeste de la bahía Vaca y al sureste del promontorio Lamadrid, cerca del cabo Corrientes.